# John Amadu Bangura
John Amadu Bangura, CBE (8 tháng 3 năm 1930 – 29 tháng 3 năm 1970) là Chuẩn tướng Sierra Leone, từng giữ chức Tham mưu trưởng Quân lực Sierra Leone năm 1968-1970. Trước đó vào năm 1967, ông là Đại sứ Sierra Leone tại Hoa Kỳ. Ông là quyền Toàn quyền Sierra Leone từ ngày 18 tháng 4 năm 1968 đến ngày 22 tháng 4 năm 1968. Ông đã lãnh đạo đảo chính năm 1968 tái lập thành công chế độ dân sự ở Sierra Leone.
Năm 1970, thủ tướng Siaka Stevens cho bắt giữ Bangura và buộc tội âm mưu chống đối. Bangura bị kết án tử hình vì tội phản quốc.
Dù cho thực tế chính Bangura đã đưa Stevens lên nắm quyền sau đảo chính năm 1968, nhưng đề nghị khoan hồng của ông đã bị bác bỏ.
Ngày 29 tháng 3 năm 1970, nơi xử tử, Bangura khóc vì không tin nổi và từ chối lên giá treo cổ. Ông bị đánh đến chết và xác bị đổ axit đậm đặc lên.
Để ngăn dân chúng coi Bangura là người tử đạo, Stevens không cho tiết lộ nơi chôn cất rồi lát đường Kissy lên trên.